# 혼다 다다토키 (1596년)

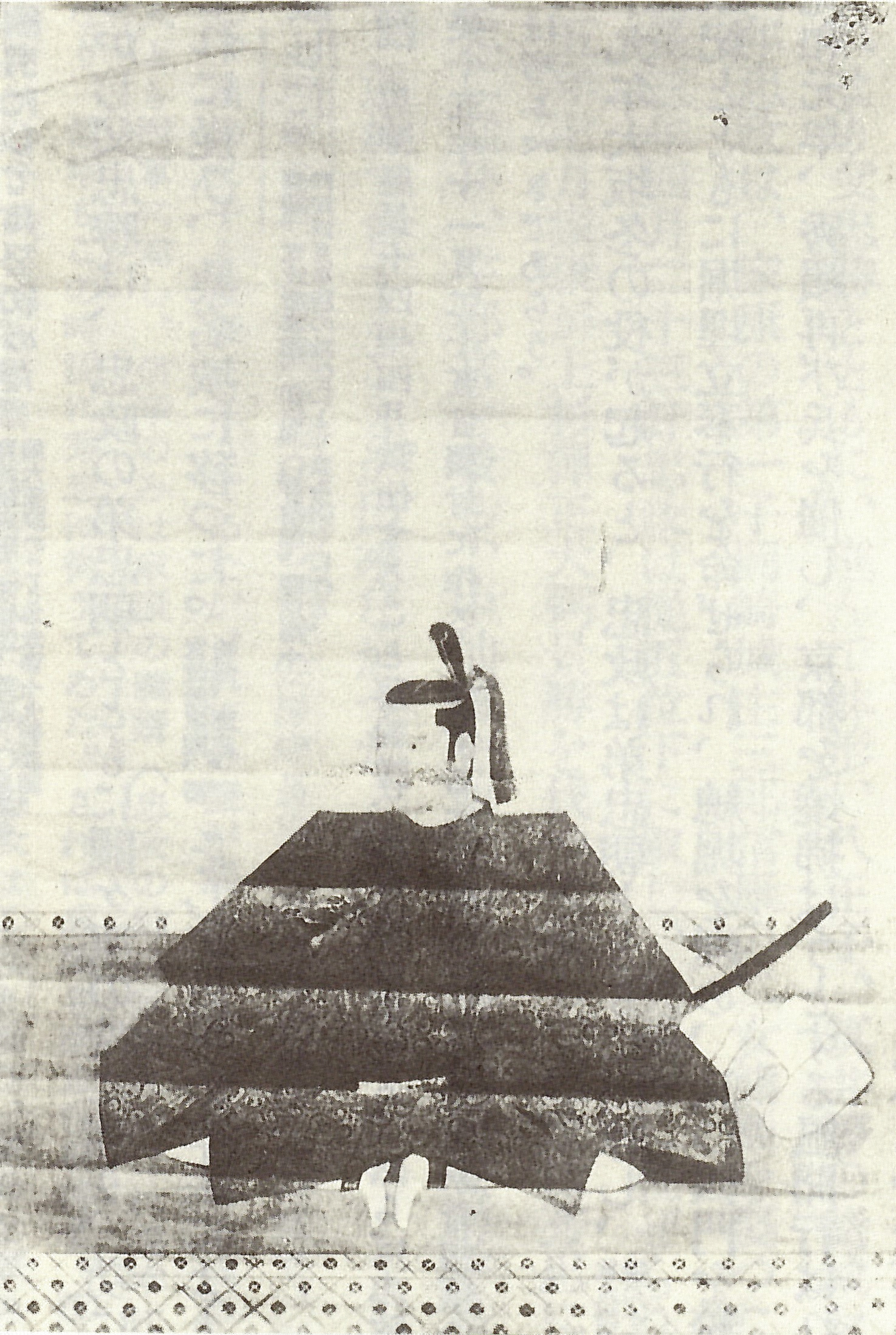
혼다 다다토키

혼다 다다토키(일본어: 本多忠刻, 1596년 ~ 1626년)는 에도 시대 전기의 후다이 다이묘로서 하리마 히메지 신덴번 초대 번주이다.
부친은 혼다 다다마사이며 그의 장남으로 태어났다. 혼다 다다카쓰의 장손이기도 하다.
|  | 제1대 히메지 신덴번 번주 (혼다 헤이하치로가) 1617년 ~ 1626년 | 후임 혼다 마사토모 |